# Yulimar Rojas
Yulimar Andrea Rojas Rodríguez (Caracas, 21 de octubre de 1995) es una atleta venezolana de triple salto que posee el récord mundial de esta especialidad con una marca de 15,74 metros.
En 2021 consiguió la medalla de oro en los Juegos Olímpicos de Tokio 2020, y también es cuádruple campeona mundial en las ediciones de 2017, 2019, 2022 y 2023, y triple campeona mundial bajo techo en 2016, 2018 y 2022. En esta última competición consiguió el actual récord del mundo con un salto de 15,74 m. En 2020 fue elegida mejor atleta femenina del año por World Athletics.

## Carrera
Yulimar nació en Caracas (Venezuela), pero se crio en Puerto La Cruz. Al principio estaba interesada en el voleibol, deporte que jugó como pasatiempo durante unos años. Emocionada por la selección venezolana que fue a los Juegos Olímpicos de Pekín 2008, fue al polideportivo,[¿cuál?] en donde no había entrenadores, pero los entrenadores de atletismo la vieron y se interesaron en ella.
A los 15 años participó en los XVIII Juegos Nacionales en Lara, ganando la prueba de salto de altura con 1,70 metros. Su primer éxito internacional lo consiguió en el Campeonato Sudamericano Juvenil de Atletismo 2011, donde ganó la prueba de salto de altura con 1,78 metros.
En los XVI Juegos Nacionales Estudiantiles de 2012 ganó los 100 metros vallas, haciendo un tiempo de 14,81 segundos.
En 2013 participó en el Grand Prix Ximena Restrepo, ganando oro en salto de altura, con una altura de 1.76 metros. Ese mismo año mejoró su marca personal de 1,87 m (6 pies 11/2 pulgadas) con un salto en Barquisimeto, lo cual fue un récord sudamericano juvenil. Dos medallas de plata internacionales llegaron ese año en el Campeonato Panamericano Juvenil de Atletismo 2013, y los Juegos Bolivarianos, donde fue segunda tras Kashani Ríos. También compitió por primera vez en el salto de longitud, logrando la sexta posición. Fue mejorando en este, su nuevo evento, y su mejor marca de ese año fue de 6,23 m (20 pies).
Yulimar Rojas se estableció como la mejor de su país en saltos en el Campeonato de Venezuela de 2015, con el establecimiento del registro nacional de 6,57 m (21 pies) y 61/2 de 14.17 m (46 pies) de 53/4 para ganar los eventos de longitud y triple salto. A los diecinueve años de edad, ganó el título continental de triple salto en el Campeonato Sudamericano de Atletismo de 2015, obteniendo el oro en su debut en la competición.
En 2015 se mudó a Guadalajara, España, para continuar con su entrenamiento atlético a las órdenes del exatleta cubano Iván Pedroso.
El 14 de agosto de 2016 obtuvo la medalla de plata en triple salto en los Juegos Olímpicos de Río de Janeiro, con una marca de 14.98 metros, para ubicarse detrás de la colombiana Caterine Ibargüen, quien se hizo con el oro tras un salto de los 15.17 metros, con el cual batió su récord personal.
El 7 de agosto de 2017 gana su primer campeonato mundial al aire libre venciendo en un duelo épico a Ibargüen, bicampeona mundial y vigente campeona olímpica, y convirtiéndose en la primera atleta venezolana de la historia en conseguir una medalla de oro en dicho certamen. En su quinto intento, Rojas saltó hasta los 14,91 metros, solo 2 centímetros por encima de la colombiana, quien en sus últimos dos saltos no logró pasar esta marca, conformándose con la medalla de plata y perdiendo la oportunidad de ganar su tercer oro consecutivo tras los logrados en Moscú 2013 y Pekín 2015.

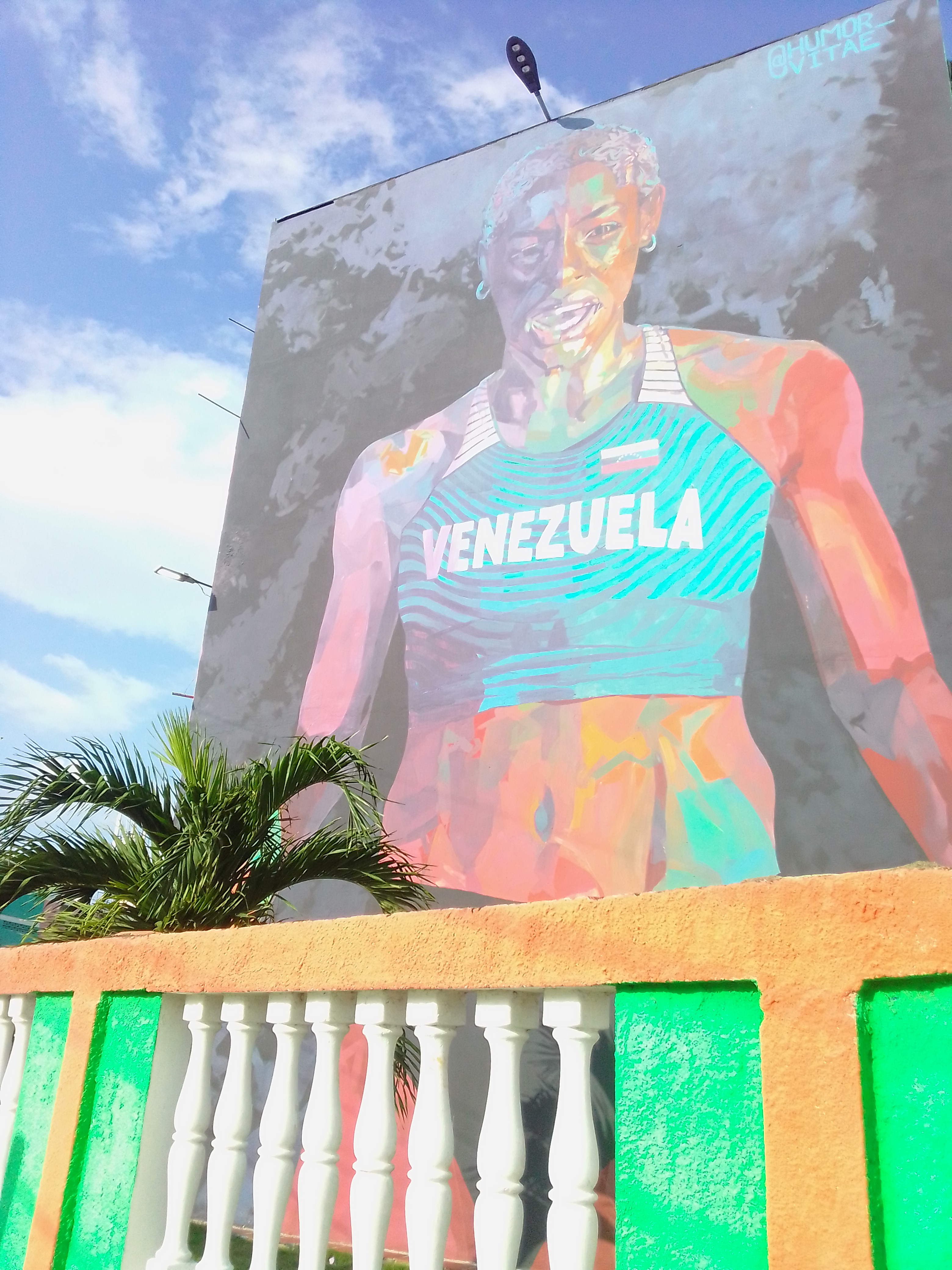
Mural de Yulimar Rojas

El 9 de agosto de 2019 obtiene la medalla de oro de triple salto en los Juegos Panamericanos de Lima 2019 alcanzando una distancia de 15.11 metros, rompiendo el récord anterior de 14.92 metros logrado por Ibargüen y su marca personal de 15.06 metros. Unas semanas después, en un meeting celebrado en Andújar (España), consiguió un salto de 15.41 metros, segunda mejor marca mundial de todos los tiempos. Un mes más tarde consiguió casi repetir su marca en el Campeonato Mundial de Doha, lo que le reportó una nueva medalla de oro.
El 21 de febrero de 2020, en el Meeting de Madrid, batió el récord mundial de triple salto en pista cubierta, alcanzando 15,43 metros y superando el récord anterior de 15,36 que había obtenido la rusa Tatiana Lebedeva en 2004.
El 1 de agosto de 2021 obtuvo la medalla de oro de triple salto en los Juegos Olímpicos de Tokio 2020. Con su primer salto, de 15,41 metros, batió el récord olímpico que Françoise Mbango Etone había logrado en Pekín 2008, mientras que en su sexto salto alcanzó una distancia de 15,67 metros, rompiendo su propio récord olímpico y estableciendo un nuevo récord mundial en la disciplina al superar la marca de 15,50 metros hecha por la ucraniana Inessa Kravets en 1995.
El 20 de marzo de 2022 volvió a batir el récord del mundo con un salto de 15,74 m en la final del Mundial en Pista Cubierta, título que ganó por tercera vez consecutiva.
El 25 de agosto de 2023, Yulimar Rojas se convirtió en la primera tetracampeona del salto triple al aire libre, con 15.08 metros en el último intento, al que llegó tras registrar tres nulos.

## Participación en el referéndum consultivo de Venezuela
La atleta olímpica venezolana Yulimar Rojas, se ha involucrado en la política venezolana, apoyando el Referéndum consultivo de Venezuela de 2023 convocado por el presidente Nicolás Maduro y algunos sectores de la oposición al chavismo. Este referéndum, que se centra en el tema del Esequibo, un territorio disputado con Guyana, quien lo controla de facto.En 2023, Maduro, recibió a Rojas en Maracay, y expresó su entusiasmo y admiración por la atleta, a quien calificó como "la reina del atletismo mundial" y "la reina de Venezuela". Durante su encuentro, que tuvo lugar antes del programa televisivo semanal de Maduro, Rojas mostró su apoyo al referéndum y al gobierno venezolano y realizando videos de promoción para la elección.

## Competiciones internacionales
| Año  | Competición                                               | Lugar                     | Posición | Evento            | Nota               |
| ---- | --------------------------------------------------------- | ------------------------- | -------- | ----------------- | ------------------ |
| 2011 | Campeonato Sudamericano Juvenil de Atletismo              | Medellín, Colombia        | 1.ª      | Salto de altura   | 1,78 m             |
| 2012 | XV Campeonato Iberoamericano de Atletismo de 2012         | Barquisimeto, Venezuela   | 6.ª      | Salto de altura   | 1,75 m             |
| 2012 | Campeonato Sudamericano Sub-23 de Atletismo               | São Paulo, Brasil         | 3.ª      | Salto de altura   | 1,73 m             |
| 2012 | Campeonato Sudamericano de Menores de Atletismo           | Mendoza, Argentina        | 4.ª      | Salto de altura   | 1,68 m             |
| 2013 | Campeonato Panamericano Juvenil de Atletismo              | Lima, Perú                | 2.ª      | Salto de altura   | 1,76 m             |
| 2013 | Juegos Bolivarianos                                       | Trujillo, Perú            | 2.ª      | Salto de altura   | 1,76 m             |
| 2013 | Juegos Bolivarianos                                       | Trujillo, Perú            | 6.ª      | Salto de longitud | 5,87 m             |
| 2014 | Juegos Suramericanos                                      | Santiago de Chile, Chile  | 1.ª      | Salto de altura   | 1,79 m             |
| 2014 | Campeonato Mundial Junior de Atletismo de 2014            | Eugene, Estados Unidos    | 11.ª     | Salto de longitud | 5,21 m             |
| 2014 | Campeonato Mundial Junior de Atletismo de 2014            | Eugene, Estados Unidos    | 17.ª     | Triple salto      | 12,99 m            |
| 2014 | Festival Deportivo Panamericano de 2014                   | Ciudad de México, México  | 1.ª      | Salto de longitud | 6,53 m             |
| 2014 | Campeonato Sudamericano Sub-23 de Atletismo               | Montevideo, Uruguay       | 1.ª      | Salto de longitud | 6,36 m             |
| 2014 | Campeonato Sudamericano Sub-23 de Atletismo               | Montevideo, Uruguay       | 1.ª      | Triple salto      | 13, 35 m           |
| 2014 | Juegos Centroamericanos y del Caribe                      | Veracruz, México          | 4.ª      | Salto de longitud | 6,24 m             |
| 2014 | Juegos Centroamericanos y del Caribe                      | Veracruz, México          | 4.ª      | Triple salto      | 13, 54 m           |
| 2015 | Campeonato Sudamericano de Atletismo de 2015              | Lima, Perú                | 1.ª      | Salto de longitud | 6,20 m (+2,4 m/s)  |
| 2015 | Campeonato Sudamericano de Atletismo de 2015              | Lima, Perú                | 1.ª      | Triple salto      | 14,14 m (+2,8 m/s) |
| 2016 | Campeonato Mundial de Atletismo en Pista Cubierta de 2016 | Portland, Estados Unidos  | 1.ª      | Triple salto      | 14,41 m            |
| 2016 | Juegos Olímpicos de Río de Janeiro 2016                   | Río de Janeiro, Brasil    | 2.ª      | Triple salto      | 14,98 m            |
| 2017 | Campeonato Mundial de Atletismo de 2017                   | Londres, Reino Unido      | 1.ª      | Triple salto      | 14,91 m            |
| 2018 | Campeonato Mundial de Atletismo en Pista Cubierta de 2018 | Birmingham, Reino Unido   | 1.ª      | Triple salto      | 14,63 m            |
| 2019 | Juegos Panamericanos 2019                                 | Lima, Perú                | 1.ª      | Triple salto      | 15,11 m            |
| 2019 | Campeonato Mundial de Atletismo de 2019                   | Doha, Catar               | 1.ª      | Triple salto      | 15,37 m            |
| 2021 | Juegos Olímpicos de Tokio 2020                            | Tokio, Japón              | 1.ª      | Triple salto      | 15,67 m            |
| 2022 | Campeonato Mundial de Atletismo en Pista Cubierta de 2022 | Belgrado, Serbia          | 1.ª      | Triple salto      | 15,74 m            |
| 2022 | Campeonato Mundial de Atletismo de 2022                   | Eugene, Estados Unidos    | 1.ª      | Triple salto      | 15.47 m            |
| 2023 | Juegos Centroamericanos y del Caribe                      | San Salvador, El Salvador | 1.ª      | Triple Salto      | 15,16 m            |
| 2023 | Campeonato Mundial de Atletismo de 2023                   | Budapest, Hungría         | 1.ª      | Triple salto      | 15.08 m            |

## Reconocimientos
- Atleta del año de World Athletics: 2020[1]
- Trofeo Comunidad Iberoamericana de España: 2021[20]
- Reconocida por el Libro Guinness de los récords por haber logrado el salto triple más lejano de la historia en una competencia bajo techo en la modalidad femenina año 2020: 2021[21]
- En el año 2022 fue elegida como una de las 100 mujeres más influyentes del mundo según la BBC, las 100 Women (BBC).[22]